# Teodora Ruano Sanchón
Teodora "Dori" Ruano Sanchón (11 de gener de 1969 a Villamayor, Castella i Lleó) és una ciclista espanyola que va competir tant en ciclisme en pista com en la carretera.
Del seu palmarès en pista destaquen dues medalles, una d'elles d'or, al Campionat del món de Puntuació. També ha aconseguit nombrosos Campionats d'Espanya.
En ruta cal remarcar el bronze al Campionat del Món en contrarellotge.
Ha participat en tres edicions dels Jocs Olímpics.

## Palmarès en ruta
- 1992
  - Vencedora d'una etapa a l'Emakumeen Bira
- 1995
  -  Campiona d'Espanya en contrarellotge
- 1996
  - 1a a l'Emakumeen Bira
- 1997
  - 1a al Tour de l'Alta Viena
  - 1a a la Copa d'Espanya
- 1998
  -  Campiona d'Espanya en contrarellotge
- 1999
  -  Campiona d'Espanya en contrarellotge
- 2000
  -  Campiona d'Espanya en contrarellotge
- 2001
  -  Campiona d'Espanya en ruta
  -  Campiona d'Espanya en contrarellotge
- 2003
  -  Campiona d'Espanya en contrarellotge
- 2004
  -  Campiona d'Espanya en contrarellotge

## Palmarès en pista
- 1996
  -  Campiona d'Espanya en Persecució
  -  Campiona d'Espanya en Puntuació
- 1997
  -  Campiona d'Espanya en Persecució
  -  Campiona d'Espanya en Puntuació
- 1998
  -  Campiona del món de puntuació
  -  Campiona d'Espanya en Persecució
  -  Campiona d'Espanya en Puntuació
- 1999
  -  Campiona d'Espanya en Persecució
- 2000
  -  Campiona d'Espanya en Puntuació